# 3D-Comic
3D-Comics sind eine Sonderform von gezeichneten Bildgeschichten (Comics), die sich der Technik der Stereoskopie bedienen.

## Geschichte
Zu Beginn der 1950er-Jahre entstanden in den USA zahlreiche so genannter 3D-Filme, mit denen an das Fernsehen verlorene Zuschauer zurück in das Kino gelockt werden sollten. Mit 3D-Brillen konnten diese Filme echt räumlich gesehen werden. Anders als bei den heute als „3D“ bezeichneten Animationsfilmen oder Computerspielen, die vermittels Grafikprogrammen (CGI) nur eine fotorealistische optische Perspektive erhalten, wird bei echten räumlichen Filmen oder Bildgeschichten für jedes Auge ein separates Bild erstellt, das dann mit einem geeigneten Hilfsmittel (hier einer 3D-Brille) wirklich mit räumlicher Tiefe gesehen werden kann.
Bei den Vorstellungen war es üblich, dass im Vorprogramm Kurzfilme gezeigt wurden, darunter auch Cartoons mit bekannten Figuren wie Donald Duck, Mighty Mouse, Bugs Bunny und anderen, von denen auch schon Geschichten in Comicform publiziert wurden. So bot es sich an, von diesen Figuren auch Comics in 3D herauszubringen. Den Heften wurden zum Ansehen ein bis zwei 3D-Brillen in rot/grün oder rot/cyan beigelegt. Die Handlung der 3D-Comics spielte sich in den einzelnen Panels meist auf vier bis fünf Ebenen ab, selten auf mehr und noch seltener mit fließenden Übergängen zwischen den Handlungsebenen oder auch aus dem Bild herausragenden Elementen.
Von Mighty Mouse wurden zum Beispiel vier Auflagen produziert: Ausgabe 1 vom 1. Oktober 1951 bei der St. John Publishing Co. mit 32 Seiten im 3-D-Illustereo Prozess und der Hauptgeschichte Men of Sola auf 10 Seiten, dann Ausgabe 1 vom Oktober 1953 mit der Geschichte Jupiter Saboteurs gezeichnet von Joe Kubert und Norman Maurer und darauf Ausgabe 1 vom 2. November 1953, ebenfalls mit 32 Seiten bei der St. John Publishing, die auch einige 3D-Werbeanzeigen und die Hauptgeschichte The Terror of the Deep auf 14 Seiten enthielt. Die vierte Auflage erschien als Ausgabe 1 vom 3. Dezember 1953 bei St. John, wiederum mit 32 Seiten und der Hauptgeschichte The World Beneath auf 20 Seiten, wobei auch eine einseitige Geschichte mit Heckle und Jeckle in 3D und eine mit Dinky in 3D dabei war. Für 75 Pfennig gab es auch eine deutsche Ausgabe von „Mighty Mouse – der mächtigen Maus“ unter dem Titel „Der 3-dimensionale Schlager – heitere Raumbildgeschichten für Jung und Alt“ und beigelegter rot/grün-Brille. In Sammlerkreisen wird diese Heftausgabe mit bis zu 100 Euro gehandelt.
In Deutschland erschien auch von den Comicfiguren Fix und Foxi ein Heft mit 3D-Bildgeschichten und in Micky-Maus-Magazinen erschienen in den Heften MMM 43/1994 und MMM 04/2002 mit Aufstand der Springbohnen und MMM 04/2002 Der Fluch des Nostrildamus Geschichten für die rot/blau-Brille. Zu einigen neueren Filmen, wie Michael Jacksons Musikkurzfilm Captain EO, sind zum Merchandising 3D-Comichefte erschienen.

## 3D-Comic-Hefte (Auszug)
Die meisten Comic-Hefte erschienen Anfang der 1950er Jahre innerhalb weniger Monate, sehr oft, aber nicht nur, veröffentlicht von der Real Adventures Publishing Co. und der St. John Publishing Co., die als erstes 3D-Comics herausbrachte. In einigen Heften kamen so genannte Blinkeys vor, eine kurze Textgeschichte, die zuerst durch das blaue Filter gelesen werden musste und danach durch das rote Filter – etwas verwirrend, da immer ein Auge zugekniffen werden musste.
- 1953 – Abbott und Costello (bis zu 6 Ebenen im Panel)
- 1953 – Adventures in 3-D (mit 3D-Werbeanzeigen)
- 1953 – Batman (The Fowls of Fate, The Robot Robbers und andere)
- 1953 – Captain 3D (Vierfarbiges Titelbild von Jack Kirby wurde im Inneren des Heftes in 3D umgesetzt)
- 1953 – Felix the Cat
- 1953 – The Hawk, Western mit bis zu sechs Ebenen
- 1953 – Little Eva, zwei Hefte mit insgesamt 64 Seiten
- 1953 – Mighty Mouse, vier Hefte mit insgesamt 108 Seiten
- 1953 – Superman, Verfasser unbekannt, mit gut gezeichneten Geschichten auf vier Ebenen: The Man Who Stole the Sun, The Orign of Superman und The Man Who Bossed Superman.
- 1953 – 3D Sheena Jungle Queen
- 1953 – Tor (3D-Abenteuer eines Helden im Stil von Tarzan von Joe Kubert und Norman Maurer, inklusive eines Hausaffen mit Namen Chee-Chee)
- 1953 – The Three Stooges
- 1954 – Peter Cottontale
- 1954 – Three Dimensional Tales From The Crypt of Terror
- 1954 – 3D Tales of The West
- 1954 – Cheerios 3-D Giveaways mit Disney-Panels
0000 – Donald Duck and Uncle Scrooge: The Firefighters
0000 – Mickey Mouse and Goofy: Pirate Plunder
0000 – Donald Duck’s Nephews: The Fabulous Inventors
0000 – Mickey Mouse: The Fabulous Ming Vase
0000 – Mickey Mouse: Flight to Nowhere
0000 – Donald Duck: Treasure of Timbuktu
0000 – Mickey Mouse and Pluto: Operation China
0000 – Donald Duck: The Magic Cows und andere

Nach Neuauflagen von Batman- und Superman-Comics mit veränderten Comic-Stilen ab den 1980er Jahren, wurden auch 3D-Comics in herausragender Qualität produziert und unter dem Titel Action Comics bei DC Comics polychromatisch veröffentlicht (im Mehrfarben-Druck, der auch einen eingeschränkten farbigen Bildeindruck ermöglicht).